# Schoonspringen op de Olympische Zomerspelen 2012 – tienmetertoren synchroon mannen
Het synchroonspringen op de tienmetertoren voor mannen vond plaats op maandag 30 juli 2012 in Londen. De acht koppels die zich voor het toernooi wisten te kwalificeren kwamen uit in een directe finale. Regerend olympisch kampioenen waren de Chinese mannen Lin Yue en Huo Liang.

## Uitslag
| Rang   | Namen                                   | Land             | Sprongen | Sprongen | Sprongen | Sprongen | Sprongen | Sprongen | Totaal |
| Rang   | Namen                                   | Land             | 1        | 2        | 3        | 4        | 5        | 6        | Totaal |
| ------ | --------------------------------------- | ---------------- | -------- | -------- | -------- | -------- | -------- | -------- | ------ |
| Goud   | Cao Yuan Zhang Yanquan                  | China            | 56,40    | 55,80    | 89,28    | 93,06    | 92,88    | 99,36    | 486,78 |
| Zilver | Iván García Germán Sánchez              | Mexico           | 51,60    | 50,40    | 87,69    | 95,94    | 92,07    | 91,20    | 468,90 |
| Brons  | David Boudia Nicholas McCrory           | Verenigde Staten | 54,60    | 54,00    | 82,56    | 92,13    | 85,14    | 95,04    | 463,47 |
| 4      | Tom Daley Peter Waterfield              | Groot-Brittannië | 56,40    | 56,40    | 91,08    | 71,28    | 87,69    | 91,80    | 454,65 |
| 5      | Jeinkler Aguirre José Guerra            | Cuba             | 54,00    | 51,60    | 81,60    | 80,64    | 89,10    | 93,96    | 450,90 |
| 6      | Ilja Zacharov Victor Minibajev          | Rusland          | 52,20    | 52,80    | 84,48    | 84,15    | 88,56    | 87,69    | 449,88 |
| 7      | Patrick Hausding Sascha Klein           | Duitsland        | 52,80    | 54,00    | 84,48    | 78,84    | 84,15    | 91,80    | 446,07 |
| 8      | Oleksandr Gorshkovozov Oleksandr Bondar | Oekraïne         | 52,20    | 51,00    | 83,16    | 75,60    | 82,56    | 88,80    | 433,32 |